# Alina Moriewa
Alina Jurjewna Moriewa z domu Anisimowa (ros. Алина Юрьевна Морева; ur. 8 czerwca 1989) – rosyjska zapaśniczka startująca w stylu wolnym. Zajęła osiemnaste miejsce na mistrzostwach świata w 2014. Akademicka wicemistrzyni świata w 2010 i trzecia w 2014. Druga  w Pucharze Świata w 2015. Mistrzyni Rosji w 2010, 2011 i 2014 roku.